# Bo Lundgren
Bo Lundgren (Kristianstad, 11 luglio 1947) è un politico svedese, esponente del Partito Moderato. Fra il 1991 ed il 1994, è stato ministro delle finanze con speciali competenze per le tasse. È stato anche ministro dello Sport.